# Yago dos Santos
Yago Mateus dos Santos (Tupã, São Paulo, 9 de marzo de 1999) es un jugador de baloncesto brasileño que pertenece a la plantilla del Estrella Roja serbio de la ABA Liga. Con 1,75 metros de altura, juega en la posición de base.

## Trayectoria deportiva

### Primeros años
Yago Mateus dos Santos nació en Tupã, São Paulo el 9 de marzo de 1999. Comenzó a jugar baloncesto a los 6 años en la escuela deportiva de la institución de asistencia social Casa do Garoto. En 2010 se unió al Jequiá Iate Clube de Isla del Gobernador en el norte de Río de Janeiro, donde jugó por 3 años. Posteriormente, captó el interés del Palmeiras de São Paulo y se formó en sus categorías juveniles hasta el 2016.

### Profesional
En diciembre de 2016, a los 17 años de edad, Yago firmó un contrato con el Club Athlético Paulistano para disputar la temporada 2016-17 de la Novo Basquete Brasil, haciendo su debut profesional en la categoría máxima de su país. Su temporada de novato fue de revelación y ayudó a que su equipo alcanzara las finales de la competencia, que terminaron perdiendo 3-2 ante Bauru Basquete. Además, se convirtió en el jugador más joven en anotar puntos en una final de la NBB.
En noviembre de 2017 consiguió su primer título como profesional, al derrotar a Franca en un quinto juego por las finales del Campeonato Paulista. En junio de 2018 llegó nuevamente a las finales de la liga brasileña enfrentando a Mogi das Cruzes y tuvo una colaboración destacada para que Paulistano alcance su primer título nacional. La serie se definió por 3-1 y, en el cuarto juego definitorio, Yago aportó 21 puntos y capturó 5 rebotes.
En octubre de 2018, llegó a una nueva final del Campeonato Paulista pero en esta ocasión perdió ante Franca. En marzo de 2019, ayudó a que Paulistano logre su mejor participación en la Liga de las Américas 2019, consiguiendo la medalla de bronce tras vencer a Capitanes de Ciudad de México por 100-78.
En julio de 2020 firmó un contrato para unirse al Flamengo. En 2021 consiguió su segundo título de la liga brasileña y su desempeño le valió el reconocimiento de MVP de las finales, guiando a Flamengo a obtener su séptimo campeonato.
El 20 de julio de 2022, Yago firmó un contrato por dos años con el club alemán ratiopharm Ulm que disputa la Basketball Bundesliga. Terminó su primera temporada promediando 15 puntos, 5,7 asistencias y 3,5 rebotes por partido. En playoffs, el Ulm consiguió salir campeón de la primera Bundesliga en su historia al derrotar por 3-1 en la serie final al Telekom Baskets Bonn. Con promedios de 17 puntos y 7 asistencias Yago tuvo un rol determinante en las finales, incluyendo una actuación de 25 puntos (con 10 consecutivos en el último cuarto) y 8 asistencias en el último juego. Su contribución le valió el galardón de MVP de las Finales de la Basketball Bundesliga.
El 30 de junio de 2023 los Chicago Bulls incluyeron a Yago dos Santos en su plantilla para disputar la NBA Summer League de 2023 en la ciudad de Las Vegas. Disputó 4 partidos de la competencia con los Bulls con promedios de 8,3 puntos (con 44,4 % en triples), 3,3 rebotes y 4,5 asistencias en 19 minutos de juego. Una vez terminada su participación, el 17 de julio se anunció el fichaje de Yago por parte del Estrella Roja de Belgrado de la ABA Liga con un contrato por tres temporadas.

## Selección nacional
Yago hizo su debut con la selección mayor de Brasil a los 18 años en noviembre de 2017 durante la ventana clasificatoria para el Mundial de 2019, convocado por el entonces entrenador Aleksandar Petrović. Entre julio y agosto de 2018 disputó el Sudamericano Sub-21 en la ciudad de Salta, Argentina y consiguió quedarse con el título ganándole la final a los locales. Además, en el partido anotó 20 puntos y fue condecorado como MVP del torneo.
En julio de 2022, Yago lideró a la selección U23, bajo la dirección técnica de Tiago Splitter, al oro de la competencia GLOBL Jam en Toronto. En la final anotó 30 puntos y 11 asistencias y fue nombrado MVP del torneo. Unos meses después, participó de la FIBA AmeriCup de 2022 en septiembre y llegó hasta la final contra Argentina. A pesar de haber perdido en un encuentro parejo por 75-73, Yago fue incluido en el mejor quinteto del torneo. Fue uno de los seleccionados para el Mundial de baloncesto y, ante Costa de Marfil, anotó un doble-doble que se ganó los elogios de toda la prensa europea y mundial.
Durante agosto y septiembre de 2023 fue integrante de la selección de Brasil que participó en el Mundial de 2023 celebrado en Asia, y que finalizó en decimotercer lugar.
Entre julio y agosto de 2024 fue parte de la selección absoluta de Brasil, que disputó los Juegos Olímpicos de París, finalizando en séptima posición.